# Chordeiles
Chordeiles là một chi chim trong họ Caprimulgidae.

## Hình ảnh

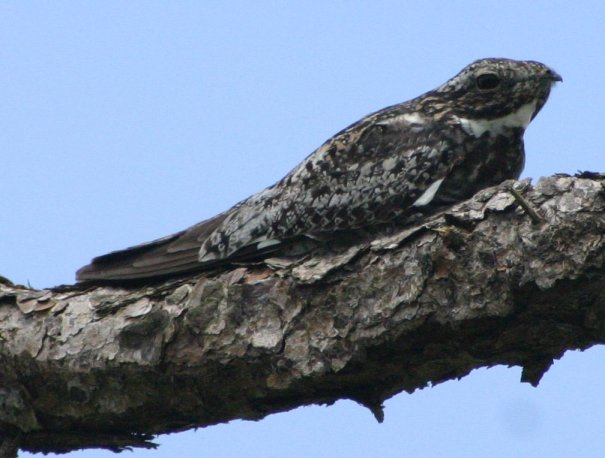
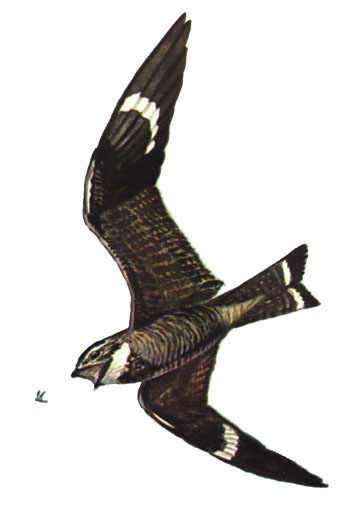
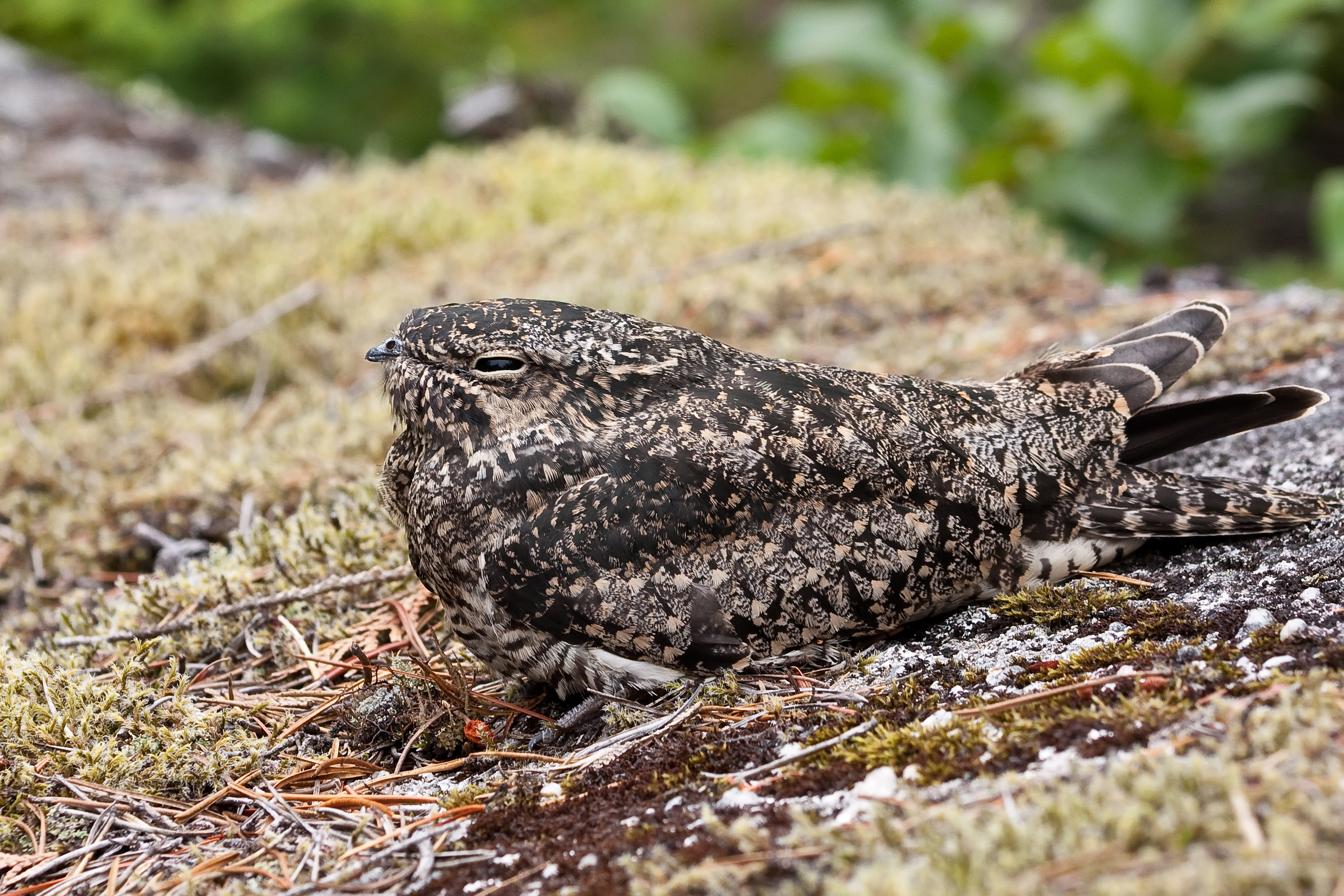
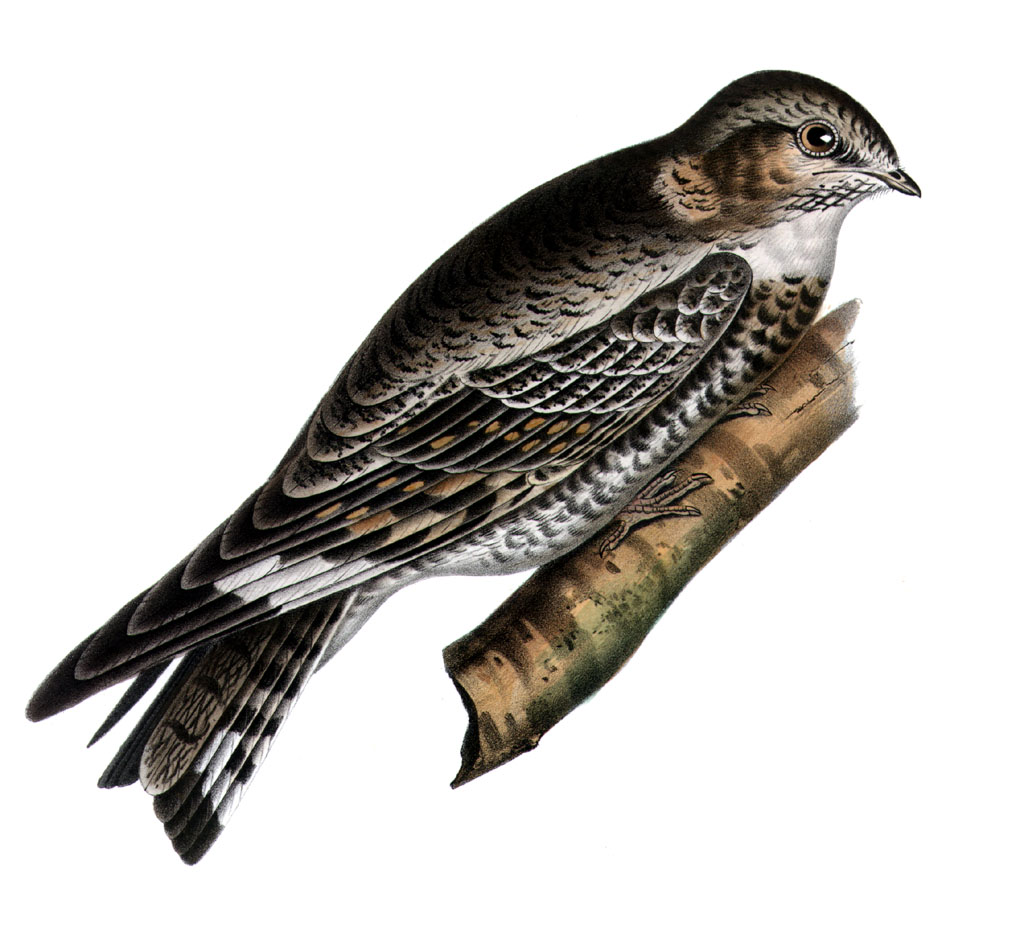

## Các loài
- Chordeiles acutipennis.
- Chordeiles gundlachii.
- Chordeiles minor
- Chordeiles nacunda.
- Chordeiles pusillus.
- Chordeiles rupestris.